# 성중기
성중기(1960년 11월 3일 ~ )는 대한민국의 서울특별시의회 의원이다.

## 학력
- 동국대학교 대학원 행정학 박사

## 경력
- 2005년 : 고려대학교 상임이사
- 2014년 7월 1일 ~ 2018년 6월 30일 : 제9대 서울특별시의회 의원
  - 2014년 7월 ~ 2016년 7월 : 제9대 서울특별시의회 운영위원회 위원
  - 2014년 7월 ~ 2016년 7월 : 제9대 서울특별시의회 교통위원회 위원
  - 2014년 8월 ~ 2018년 6월 : 제9대 서울특별시의회 남북교류협력지원 특별위원회 위원
  - 2015년 4월 ~ 2018년 6월 : 제9대 서울특별시의회 항공기 소음 특별위원회 위원
  - 2015년 11월 ~ 2018년 6월 : 제9대 서울특별시의회 청년발전 특별위원회 위원
  - 2016년 7월 ~ 2018년 6월 : 제9대 서울특별시의회 교통위원회 부위원장
  - 2016년 7월 ~ 2016년 8월 : 제9대 서울특별시의회 서울메트로 사장후보자 인사청문 특별위원회 위원
  - 2016년 8월 ~ 2017년 3월 : 제9대 서울특별시의회 정책위원회 위원
  - 2016년 12월 ~ 2016년 12월 : 제9대 서울특별시의회 서울도시철도공사 사장 후보자 인사청문 특별위원회  위원
  - 2017년 4월 ~ 2017년 6월 : 제9대 서울특별시의회 서울교통공사 사장 후보자 인사청문 특별위원회 위원
  - 2017년 9월 ~ 2018년 6월 : 제9대 서울특별시의회 예산결산특별위원회 위원
- 2014년 : 여의도연구원 정책자문위원
- 2015년 : 서경대학교 겸임교수
- 2015년 1월 : 서울특별시 교통문화교육원 운영자문위원장
- 2015년 4월 : 서울특별시 선플위원회 공동위원장
- 2015년 4월 :  서울특별시 지하철노사정협의회 의원
- 2015년 5월 ~ 2015년 6월 : 서울특별시 결산검사위원회 위원
- 2018년 7월 1일 ~ 2022년 5월 : 제10대 서울특별시의회 의원
  - 2018년 7월 ~ 2022년 5월 : 제10대 서울특별시의회 교통위원회 위원
  - 2018년 8월 ~ 2019년 8월 : 제10대 서웉특별시의회 예산결산특별위원회 위원
  - 2018년 12월 ~ 2019년 12월 : 항공기 소음 특별위원회 부위원장
  - 2019년 6월 ~ 2019년 6월 : 서울시설공단 이사장후보자 인사청문 특별위원회 위원
  - 2020년 2월 ~ 2020년 3월 : 서울교통공사 사장 후보자 인사청문 특별위원회 위원
- 2020년 10월 : 국민의힘 인재영입위원회 위원
- 2020년 12월 : 국민의힘 중앙위원회 서울지방자치특별위원회 위원장

## 음반
- 2017년 성중기가 열어가는 노래와 추억, 그리고 사람들

## 역대 선거 결과
|  | 0% |

|  | 48.10% |